# Forces of Nature
Forces of Nature (Brasil: Forças do Destino / Portugal: Forças da Natureza) é um filme de comédia romântica estadunidense da Dreamworks, dirigido por Bronwen Hughes e lançado em 1999. Fazem parte do elenco principal Sandra Bullock, Ben Affleck e Maura Tierney. 

## Sinopse
Ben Holmes ( Affleck ) é um escritor "publicitário" responsável por escrever as breves introduções nas capas dos livros de capa dura. A caminho de sua casa em Nova York para Savannah, Georgia, para seu casamento com Bridget ( Maura Tierney ), ele já está ansioso para voar. Seus nervos são piorados quando ele está sentado ao lado de Sarah ( Bullock ), uma aventureira de espírito livre que começa a falar com Ben imediatamente. Na decolagem, um pássaro voa para um dos motores, causando uma pane. Agora completamente com medo de voar, Ben relutantemente concorda em viajar com Sarah, que também precisa chegar a Savannah dentro de dois dias.
Durante o curso de sua viagem, a sorte parece querer impedi-los de chegar ao seu destino - de estar no carro errado de um trem para ser pego em várias tempestades. No entanto, Ben fica impressionado com a personalidade divertida de Sarah e começa a formar um vínculo estreito com ela. À medida que se aproximam de seu destino, Ben começa a se perguntar se está fazendo a escolha certa ao se casar com Bridget, ou se deve deixar que o destino combine com Sarah, que revela que ela está separada do filho que mora em Savannah. Ao chegar, Ben e Bridget ainda concordam em se casar, pois percebem que, mesmo depois de tudo o que aconteceu, eles realmente se amam. Sarah testemunha a reconciliação do casal, foge para encontrar seu filho e seguir em frente com sua vida.

## Elenco
- Ben Affleck como Ben Holmes
- Sandra Bullock como Sarah Lewis
- Maura Tierney como Bridget Cahill
- Steve Zahn como Alan
- Blythe Danner como Virginia Cahill
- Ronny Cox como Hadley Cahill
- Michael Fairman como Richard Holmes
- Richard Schiff como Joe
- Afemo Omilami como Motorista de Táxi
- David Strickland como Steve Montgomery
- Jack Kehler como Vin DeFranco
- Janet Carroll como Barbara Holmes
- Meredith Scott Lynn como Debbie
- George D. Wallace como Max
- Steve Hytner como Jack Bailey
- John Doe como Carl Lewis
- Anne Haney como Emma
- Bert Remsen como Ned
- Bill Erwin como Murray

## Recepção
Forçes of Nature recebeu críticas mistas dos críticos, como o filme detém actualmente uma classificação de 46% no Rotten Tomatoes com base em 65 comentários.

## Principais prêmios e indicações
- Recebeu uma indicação ao MTV Movie Awards como melhor dupla.